# Creatonotos
Genre
Espèces de rang inférieur
- Creatonotos interrupta (espèce type, Linnaeus, 1767)
- Creatonotos gangis (Linnaeus, 1763)

Synonymes
- Amphissa (Walker, 1855)
- Phissama (Moore, [1860])

Creatonotos est un genre de papillons tigres de la famille des Erebidae. Les papillons du genre se trouvent dans les régions afrotropicales, en Asie du Sud et de l'Est, dans le Sundaland et en Australie.

## Description
Palpi court et porrect possédant des aigrettes sur ses tibias postérieurs. Les ailes antérieures sont plutôt étroites.

## Espèces
Le genre contient les espèces suivantes :

### Creatonotos sensu stricto
- Creatonotos gangis (Linnaeus, 1763)
- Creatonotos interrupta (Linnaeus, 1767)
- Creatonotos leucanioides Hollande, 1893
  - Creatonotos leucanioides albidior Wiltshire, 1986
- Creatonotos omanirana de Freina, 2007
- Creatonotos fasciatus (Candèze, 1927)
  - Cretonotos fasciatus pljustshi Doubatolov , 2010
- Creatonotos perineti Rothschild, 1933
- Creatonotos puntivitta (Walker, 1855)

### Sous-genrePhissama
- Creatonotos kishidai Dubatolov & Holloway, 2007
- Creatonotos transiens (Walker, 1855)
  - Creatonotos transiens albina (Daniel, 1971)
  - Creatonotos transiens koni Miyake, 1909
  - Creatonotos transiens sundana Nakamura, 1976
  - Creatonotos transiens vacillans (Walker, 1855)
- Creatonotos Wilemani Rothschild, 1933